# Эшли, Уильям
Сэр Уильям Джеймс Эшли (англ. Sir William James Ashley; 25 февраля 1860, Бермондси — 23 июля 1927, Кентербери) — британский экономист, представитель исторической школы, профессор, писатель

.

## Биография
Получил высшее образование в Оксфорде, Баллиол-колледж. В июле 1888 года женился на Маргарет Хилл и летом того же года уплыл с ней в Канаду, где получил академический пост. В 1888—92 годах работал профессором политической и конституционной истории в университете Торонто (Канада).
В 1892—1901 годах преподавал экономическую историю в Гарвардском университете (США).
В 1888—1893 годах издал свой наиболее значительный труд — «Экономическая история Англии в связи с экономической теорией», освещающий развитие экономики Англии в средние века. В 1897 году работа была издана на русском языке.
В 1900—1925 годах был профессором коммерции и финансов Бирмингемского университета (Великобритания). 16 июня 1917 года был посвящён в рыцари.

## Основные работы
- 1888 — An Introduction to English Economic History and Theory, Part I: The Middle Ages; 4th ed. (1909), on line, McMaster University. — книга, посвящённая памяти Арнольда Тойнби
- 1893 — An Introduction to English Economic History and Theory, Part II: The End of the Middle Ages, (1893); 4th ed., (1906) on line, McMaster University
  - Экономическая история Англии в связи с экономической теорией — М., 1897. — 815 с.
- 1900 — Surveys historic and economic
- 1903 — The Tariff Problem, Westminster, P. J. King
- 1903 — The adjustment of wages: a study in the coal and iron industries of Great Britain and America, London, Longmans, Green
- 1904 — The Progress of the German working classes in the last quarter of the century, London: Longmans, Green & Co.
- 1907 — «The Present Position of Political Economy», Economic Journal, 17(68), pp. 467–89.
- 1912 — Gold and Prices
- 1914 — The Economic Organisation of England: An Outline History, London: Longmans, Green & Co.